# Hallelujah (레너드 코언의 노래)
〈Hallelujah〉는 캐나다의 싱어송라이터 레너드 코언이 작사, 작곡한 곡으로, 원래 그의 음반 《Various Positions》 (1984년)에 수록되어 있다. 초기 성공을 거의 거두지 못한 이 곡은 제프 버클리의 녹음에 영감을 준 존 케일의 녹음을 통해 더 큰 대중적인 찬사를 받았다.
영화 《슈렉》 (2001년)에 출연한 이후 인기를 높인 이후, 300개 이상의 버전이 알려진 가운데, 다른 많은 편곡들이 녹음과 협연에서 공연되었다. 이 노래는 영화 및 텔레비전 사운드트랙과 텔레비전 탤런트 콘테스트에 사용되었다. 〈Hallelujah〉는 2016년 11월 코언의 사망 이후 새로운 관심을 받았고, 처음으로 미국 빌보드 핫 100에 진입하는 등 많은 국제 싱글 차트에 등장했다.

## 음악 구성 및 서정적 해석
〈Hallelujah〉는 12/8박자로 초기 로큰롤과 가스펠 음악을 떠올리게 한다. C 장조로 쓰여진 화음 진행은 노래의 가사와 일치한다.
코언은 뉴욕 로얄턴 호텔에서 80여 편의 초고를 썼고, 한 번은 속옷 차림으로 바닥에 앉아 머리를 바닥에 부딪혔다. 그의 오리지널 버전은 그의 음반 《Various Positions》에 녹음된 바와 같이 몇 가지 성경적 언급을 포함하고 있는데, 가장 두드러지게는 판관기에서 삼손과 데릴라의 이야기, 그리고 다윗 왕과 밧세바 ("당신은 그녀가 지붕에서 목욕하는 것을 보았고, 그녀의 아름다움과 달빛이 당신을 전복시켰다")를 떠올리게 했다.
1984년 그의 오리지널 스튜디오 음반 버전에 이어, 코언은 1985년 월드 투어에서 원곡을 연주했지만, 1988년과 1993년 투어 중 라이브 공연에는 거의 변함없이 상당히 다른 가사가 포함되어 있었다.

## 인증
| 국가                       | 인증 | 판매량/출하량 |
| -------------------------- | ---- | ------------- |
| 오스트레일리아 (ARIA)      | 골드 | 35,000        |
| ^출하량을 기반으로 한 인증 |      |               |

## 커버 버전
1991년 이후, 〈Hallelujah〉는 300명이 넘는 다양한 가수들에 의해 공연되었다. 미국 음반 산업 협회, 캐나다 음반 산업 협회, 오스트레일리아 음반 산업 협회, 국제 음반 산업 협회의 통계에 따르면 2008년 말까지 CD 형식으로 판매된 곡이 500만 장 이상이다. 이 영화는 BBC 라디오 다큐멘터리, 책, 수많은 영화와 텔레비전 프로그램의 사운드트랙에 실렸다. 코언이 처음 쓴 80개 이상의 구절 중 다른 구절이 이 곡에 대한 다른 해석에 포함될 수 있다.

### 존 케일
존 케일의 커버는 레너드 코언의 헌정 음반인 《I'm Your Fan》 (1991년)에 처음 등장했고, 이후 그의 라이브 음반인 《Fragments of a Rainy Season》 (1992년)에 실렸다. 케일의 버전은 보컬, 피아노, 그리고 코언이 라이브로만 공연했던 "I used to live alone before I knew you(나는 너를 알기 전에 혼자 살았었어)"와 "All I ever learned from love was how to shoot at someone who outdrew you(사랑을 통해 배운 것은 너보다 더 많은 사람을 쏘는 방법뿐이야)"와 같은 가사들을 가지고 있다. 케일은 코언이 노래하는 것을 보고 코언에게 가사를 보내달라고 부탁했다. 그리고 나서 코언은 칼에게 15페이지의 가사를 팩스로 보냈다. 케일은 그가 "그냥 건방진 구절만 골라냈다"고 말했다.
케일의 버전은 코언의 2008년~2009년 월드 투어 공연을 포함하여 이후 대부분의 공연의 기초를 형성한다. 케일의 버전은 영화 《슈렉》 (2001년)에 사용되었지만, 루퍼스 웨인라이트의 버전은 사운드트랙 음반에 등장한다. 케일의 작품은 TV 시리즈 《스크럽스》의 첫 사운드트랙 음반과 《콜드 케이스》 에피소드 "Death Penalty, Final Appeal"의 엔딩 곡으로도 등장한다.

### 제프 버클리
제프 버클리는 케일의 초기 커버에서 영감을 받아 1994년 그의 유일한 스튜디오 음반인 《Grace》로 가장 호평을 받은 버전 중 하나인 〈Hallelujah〉를 녹음했다. 이 곡은 버클리 사후 10년 후인 2007년에 싱글로 발매되었다.

#### 상업적 성과
버클리 버전은 즉각적인 히트작이 아니었고, 버클리 역시 1997년에 사망했다. 이 음반이 등장한 것은 발매 9년 만인 2002년이 되어서야 미국에서 골드가 되었다. 사실 코언의 오리지널과 마찬가지로 버클리 버전은 훨씬 더 늦게 싱글로 발매되었고, 버클리 사후인 2006년까지 차트에 오르지 못했다. 그 해 3월, 버클리는 노르웨이에서 〈Hallelujah〉가 7위에 올랐을 때 처음으로 전국 베스트셀러 톱 10에 들었다. 2007년에는 스웨덴 차트에서 3위 안에 들었다. 2008년 3월, 그것은 《아메리칸 아이돌》 시즌 7에서 제이슨 카스트로의 노래를 공연한 후 미국 빌보드 핫 디지털 송에서 1위를 차지했다. 갑작스런 관심의 부활은 2008년 4월 22일 미국 음반 산업 협회가 디지털 트랙을 인증하면서 골드 및 플래티넘 지위를 모두 부여했다. 2010년 5월 기준으로 미국에서 1,144,000장의 디지털 복사본이 판매되었다. 이 곡은 2008년 3월 프랑스에서도 1위를 차지했다.

#### 인증
| 국가                                                                                         | 인증        | 판매량/출하량 |
| -------------------------------------------------------------------------------------------- | ----------- | ------------- |
| 오스트레일리아 (ARIA)                                                                        | 2× 플래티넘 | 140,000^      |
| 벨기에 (BEA)                                                                                 | 골드        | 25,000*       |
| 캐나다 (뮤직 캐나다)                                                                         | 2× 플래티넘 | 160,000       |
| 덴마크 (IFPI Danmark)                                                                        | 골드        | 7,500^        |
| 이탈리아 (FIMI)                                                                              | 플래티넘    | 50,000        |
| 뉴질랜드 (RMNZ)                                                                              | 골드        | 5,000*        |
| 스웨덴 (GLF)                                                                                 | 골드        | 10,000^       |
| 영국 (BPI)                                                                                   | 플래티넘    | 501,427       |
| 미국 (RIAA)                                                                                  | 2× 플래티넘 | 2,000,000     |
| *판매량을 기반으로 한 인증 · ^출하량을 기반으로 한 인증 · 판매량+스트리밍을 기반으로 한 인증 |             |               |

### 펜타토닉스
아카펠라 그룹 펜타토닉스는 이 5인조의 2016년 음반인 《A Pentatonix Christmas》에서 이 노래를 커버했다. 2016년 10월 21일, 펜타토닉스는 캘리포니아주 모하비 사막에서 촬영된 커버 뮤직 비디오도 공개했다.